# Goethals de Mude de Nieuwland
Goethals de Mude de Nieuwland, oorspronkelijk Goethals is een notabele en vanaf 1794 adellijke Belgische familie van hoofdzakelijk Gentse oorsprong.

## Geschiedenis
Op 29 maart 1794 gaf keizer Frans II bevestiging van erfelijke adel aan zoons van Josse Goethals. Het ging om de laatste adellijke gunst die door een Oostenrijkse keizer in de Oostenrijkse Nederlanden werd verleend.
Vooral in de 19e eeuw traden verschillende leden van deze familie op het voorplan, vaak door militaire activiteiten. Ze werden onder het Verenigd Koninkrijk der Nederlanden in de adelstand bevestigd. Heel wat leden van de familie, zowel mannen als vrouwen, traden in het huwelijk met edellieden.
De familie is niet te verwarren met de Kortrijkse familie Goethals.
In 1845 verkreeg Charles Goethals de bij eerstgeboorte overdraagbare baronstitel, terwijl François Goethals in 1838 de titel van graaf verkreeg, vanaf 1841 overdraagbaar op alle nakomelingen.
In 1967 verkreeg graaf René Goethals de naam 'de Mude de Nieuwland' aan zijn familienaam te mogen toevoegen. Alleen deze familietak heeft nakomelingen tot op vandaag. Drie andere takken zijn uitgestorven.

## Genealogisch tableau
Hierna volgt een lijst met een aantal leden van de familie, in genealogische volgorde.
- Amand (1568-1661) x Jacoba van Ryckeghem (1580-1644)
  - Joachim (1600-1654) x Barbe Bultinck
    - Josse (1630-1689) x Joanna Wallaert (?-1675)
    - Adrien (1664-1717) x Joanna Soenens (1655-1736)
      - Josse-François Goethals (1685-1760) x 1716 Thérèse Lefébure (1693-1736) 
        - Guillaume-Josse Goethals (1716-1762) (adelsbevestiging door keizer Frans II in 1794) x 1737 Jeanne Thérèse Leuwers (1717-1792) 
          - Guillaume-Alexis Goethals (1740-1791) x 1768 Anne Morel (1741-1774)
            - jonkheer Josse-Guillaume Goethals (1769-1838) (zie hierna)
            - Charles Goethals (1750-1825) (zie hierna)
              - baron Charles Goethals (1782-1851) (zie hierna)

  - Josse-Laurent Goethals (1719-1794), (adelsbevestiging door keizer Frans II in 1794) x 1744 Thérèse De Vylder (1724-1767) 
    - Josse-Charles Goethals (1745-1812) x 1786 Isabelle Standaert (1756-1834) 
      - graaf François Goethals (1799-1846) (zie hierna)

  - Jean-Baptiste Goethals (1721-1790) x Marie-Jeanne Clavelli (†1795)
    - Charles Goethals (1776-1800) x 1798 Jeanne Nagelmackers (°1775)
      - Pierre-Charles Goethals (1798-1880) x 1820 Joséphine Ghysen
        - Victor Goethals (1833-1898) x Félicité Lambinon (°1824)
          - Charles Goethals (1856-1944) x 1887 Mathilde Deledique
            - baron (1956) Georges Goethals (1888-1966) (zie hierna)

## Josse Guillaume Goethals
Josse Guillaume Marie Jean Goethals (Gent, 14 december 1769 - aldaar, 1 december 1838) trouwde in 1793 in Gent met Thérèse-Barbe van den Cruyce (1765-1840). In 1822 werd hij erkend in de erfelijke adel, onder het Verenigd Koninkrijk der Nederlanden.
Het echtpaar kreeg vijf zoons, maar alleen de jongste trouwde. Het ging om Félix Victor Goethals (1799-1872), die bibliothecaris van de stad Brussel werd en auteur was van talrijke genealogische werken. Hij trouwde met Hortense van Dormael (1813-1886), maar het huwelijk bleef kinderloos.

## Charles Goethals
Charles Auguste Ernest Goethals (Maubeuge, 26 april 1782 - Brussel, 7 april 1851) trouwde in 1811 in Brussel met Augustine Husmans de Merbois (1784-1871). In 1821 verkreeg hij onder het Verenigd Koninkrijk der Nederlanden verheffing in de erfelijke adel. Een familielid protesteerde tegen de 'verheffing' en die werd in 1830 herzien en gewijzigd in 'erkenning'. Maar de tijdsomstandigheden maakten dat de open brieven niet tijdig konden gelicht worden, zodat de beslissing van 1821 van kracht bleef. In 1845 verkreeg hij de titel baron, overdraagbaar bij eerstgeboorte. Na als officier gediend te hebben onder de Oostenrijkers en onder de Fransen, promoveerde hij tot luitenant-generaal. 
- baron Auguste Goethals (1812-1888), luitenant-generaal, minister van Oorlog en vleugeladjudant van koningen Leopold I en Leopold II, trouwde in 1836 in Brussel met Mathilde Engler (1814-1894), dochter van Jacques Engler, bankier, industrieel en senator. Ze kregen twee zoons en twee dochters.
  - Marie-Julie Goethals (1837-1909), trouwde in 1858 in Brussel met baron Idesbalde Snoy et d'Oppuers (1819-1870), provincieraadslid van Brabant, zoon van baron Idesbalde Snoy d'Oppuers, senator, en broer van baron Charles Snoy, industrieel, provincieraadslid van Brabant en volksvertegenwoordiger. Ze kregen een zoon en twee dochters, waaronder baron Thierry Snoy et d'Oppuers, burgemeester van Ophain-Bois-Seigneur-Isaac en senator, met afstammelingen tot heden.
  - Léon Goethals (1838-1858), was de laatste mannelijke naamdrager van deze familietak, die met hem uitdoofde.
  - Valentine Goethals (1841-1917), trouwde in 1860 in Brussel met graaf Louis de Jonghe d'Ardoye (1820-1893), diplomaat en minister van Staat, zoon van burggraaf Auguste de Jonghe d'Ardoye, lid van de Provinciale Staten van Oost-Vlaanderen, lid van het Nationaal Congres en senator, en broer van Gustave de Jonghe, gemeenteraadslid van Gent, lid van het Nationaal Congres en senator. Ze kregen een zoon en een dochter, met afstammelingen tot heden.

## François Goethals
- François André Ghislain Goethals (Gent, 14 september 1799 - Brugge, 8 september 1846), trouwde in 1825 met Célestine Pecsteen (1803-1850). Hij kreeg in 1822, onder het Verenigd Koninkrijk der Nederlanden, adelsverheffing met benoeming in de Ridderschap van Oost-Vlaanderen. In 1830 werd hij door paus Pius VII benoemd tot erfelijke graaf van Lateranen. In 1838 werd zijn grafelijke titel binnen de Belgische adel erkend en in 1841 overdraagbaar gemaakt op alle afstammelingen. 
  - gravin Eulalie Goethals (°1826), in 1852 gehuwd met Hector le Bailly de Tilleghem (1822-1877)
  - graaf Henri Goethals (1827-1877), jezuïet.
  - graaf Louis Goethals (1829-1912) x 1861 Flore Malfait (1840-1898).
    - graaf Dorsan Goethals (1865-1946) x 1890 Marguerite de Potter d'Indoye (1868-1939).
      - graaf Henri Goethals (1891-1957) x 1926 Jacqueline Guillier de Souancé (1897-1948), xx 1951 Arlette Fayne (1895-1973).
      - graaf René Goethals de Mude de Nieuwland (1899-1978) x 1930 Elisabeth de Laminne (1909-1990).
        - graaf François-Louis Goethals de Mude de Nieuwland (1931-1982), architect, x 1958 Elisabeth della Faille d'Huysse van den Hecke de Lembeke (1935-2017).
          - graaf Jean Louis Goethals de Mude de Nieuwland (° 1960) x 1984 Kathleen Vercruysse de Solart (° 1961). Met afstammelingen tot op heden
          - graaf Pierre Goethals de Mude de Nieuwland (° 1962) x 1993 Conny Verheyen (° 1965).

        - graaf Dorsan Goethals de Mude de Nieuwland (° 1933), bestuurder-directeur IPPA, x 1962 Rolande Everard (1939-).
          - graaf Jean-François Goethals de Mude de Nieuwland (° 1963) x 1993 Françoise Vivario (1965-). Met afstammelingen tot heden.

      - Isabelle Goethals (1902-   ) x 1925 Gaston Braun (1903-1990).

    - Flore Goethals (1866-1926) x 1892 baron Charles de Kerchove d'Exaerde (1867-1936).
    - Marguerite Goethals (1868-1949) x 1890 baron Odon de Giey (1862-1930), burgemeester van De Pinte.
    - Gabrielle Goethals (1872-1896) x 1895 Octave de Kerchove d'Exaerde (1868-1937), burgemeester van Buizingen.

  - graaf Gustave François Charles Joseph Ghislain Goethals (Brugge, 11 maart 1831 - Wondelgem, 8 april 1911) x Gent, 1 mei 1855 Élodie Marie Ghislaine van de Woestyne (Gent, 11 juli 1832 - Gent, 25 februari 1880).

## Georges Goethals
Georges Victor Charles Emile Goethals (Schaarbeek, 28 augustus 1888 - Spa, 27 november 1966) was een afstammeling van vijf generaties Goethals die zich niet om adelsverheffing hadden bekommerd. Hij werd in 1956 in de Belgische erfelijke adel verheven met de persoonlijke titel baron. Hij trouwde in 1931 met (en scheidde in 1937 van) Nadine Effron (1901-1974). Hij nam deel aan de Eerste Wereldoorlog en bevorderde tot luitenant-generaal. Hij werd militair attaché in Berlijn en werd er hoofd van de Belgische militaire zending. Bij zijn dood doofde deze familietak uit.